# Bitwa pod Wattignies
Bitwa pod Wattignies – starcie zbrojne, które miało miejsce w dniach 15–16 października 1793 roku w pobliżu francuskiej wioski Wattignies-la-Victoire podczas wojny rewolucyjnej Francji z pierwszą koalicją. Armia francuska, dowodzona przez Jean-Baptiste'a Jourdana i Lazare'a Carnota pokonała armię austriackiej monarchii Habsburgów, dowodzoną przez księcia Jozjasza Koburga. Francuski triumf zmusił Koburga do przerwania oblężenia Maubeuge i wycofania wojsk na wschód. Miejscowość Wattignies jest położona 9 kilometrów na południowy wschód od Maubeuge.

## Opis bitwy

### Plany
W dniu 13 września armia feldmarszałka Koburga przyjęła kapitulację twierdzy Quesnoy. Austriakom poddało się 4 tys. pozostałych przy życiu obrońców twierdzy. Armia austriacka przewędrowała 25 kilometry na wschód, po czym – w dniu 30 września - oblężyła twierdzę Maubeuge, w której stacjonował 20-tysięczny garnizon generała dywizji Jacques'a Ferranda. Koburg wydzielił 20-tysięczny austriacko-holenderski korpus, pod dowództwem generała Wilhelma V Orańskiego, do przeprowadzenia oblężenia. Jednocześnie korpus generała (Feldzeugmeister) François Clerfayt de Croix'a miał osłaniać operację.
Koburg rozmieścił osłonowe siły Clerfayta (liczące 21 tys. żołnierzy) po obu stronach drogi łączącej Avesnes z Maubeuge. 5-tysięczny oddział po prawej stronie oparł swoją flankę na rzece Sambra. 9 tysięcy żołnierzy zostało rozmieszczonych pośrodku, wzdłuż brzegu lasu. Pozostałe 7 tysięcy żołnierzy rozlokowano na lewym skrzydle, na płaskowyżu Wattignies.
Francuska armia rewolucyjna zgrupowała się w Avesnes-sur-Helpe, 18 kilometrów na południe od Maubeuge. Francuski Komitet Ocalenia Publicznego potraktował sytuację bardzo poważnie i dlatego oddelegował Carnota, by ten osobiście ponaglił generała Jourdana do zluzowania garnizonu Ferranda. Długa linia lasów pozwoliła francuskiej Armii Północnej rozmieścić się w taki sposób, by nie zwrócić uwagi przeciwnika.
14-tysięczny oddział generała Fromentina z lewej flanki ruszył do ataku na zachodni kraniec linii austriackiej. Prawe skrzydło w liczbie 16 tysięcy ludzi, pod wodzą generała Duquesnoy, podeszło pod Wattignies od wschodu. Generał Antoine Balland wraz z 13 tysiącami ludzi zajmował środek, do czasu gdy pozostałe kolumny wywiązały się ze swoich zadań. Wówczas Balland miał przystąpić do natarcia. W międzyczasie garnizon twierdzy Maubeuge miał opuścić miasto. Jednakże, ta część planu nie powiodła się. Pomimo braku wsparcia ze strony garnizonu z Maubeuge, Jourdan dysponował przewagą liczebną 2:1. Francuzi wciąż byli entuzjastami taktyki, która dała im zwycięstwo w bitwie pod Hondschoote.
Historyk Michael Glover portretuje Carnota jako człowieka przejawiającego skłonność do wtrącania się w zakres cudzych kompetencji. W taki sposób scharakteryzował wpływowego politycznie członka Komitetu Ocalenia Publicznego:
Zdolności Carnota jako “organizatora zwycięstwa” nie podlegały dyskusji, jednak jego umiejętności taktyczne były znikome. Ułomność tę tuszował poprzez staranne przepisywane historii. Zdawałoby się, że wydzielenie 20 tys. ludzi na potrzeby oddziałów osłonowych – pozostawiając 45 tys. ludzi do dyspozycji Armii Północnej – nie powinno przysparzać większego problemu. Jednak zostało to źle zrealizowane. Carnot nalegał na przeprowadzenie podwójnego okrążenia (jego ulubionego manewru), połączonego z frontalnym natarciem. Doprowadziło to rozproszenia przewagi liczebnej Francuzów”

### 15 października
Francuskie natarcie z lewego skrzydła postępowało, dopóki możliwe było wykorzystywanie martwego pola w dolinach. Gdy jednak  wojska republikańskie dotarły do łagodniejszych wzniesień, salwy wystrzelone przez Austriaków rozbiły pierwsze linie Francuzów, a austriacka kawaleria uderzyła na nich ze skrzydła. Decyzja o centralnym ataku – oparta na założeniu, iż na flankach sytuacja jest opanowana – została przedwcześnie podjęta przez Carnota. Natarcie to – podobnie jak postęp na lewej flance – posuwało się do przodu tak długo, dopóki odbywało się na terenie charakteryzującym się znacznymi nierównościami. Gdy wojska republikańskie dotarły do szczytu, przed nimi znajdowało się łagodnie opadające zbocze – u stóp którego zajmowały pozycje najlepsze oddziały Koburga. Po raz kolejny austriackie salwy oraz przypuszczona w odpowiednim momencie szarża kawalerii odepchnęły francuskich napastników. Francuskie prawe skrzydło osiągnęło Wattignies, lecz nie było go w stanie utrzymać.

### 16 października
W oczach Carnota i Jourdana porażki pierwszego dnia walki i konieczność odwrotu były efektem wypadku przy pracy. Według jednej z relacji, Jourdan miał zamiar ponowić atak z lewej flanki. Jednakże Carnot - inżynier - uważał, że płaskowyż Wattignies ma kluczowe znaczenie. Ostatecznie, jego opinia przeważyła.
Opis przedstawiony przez Glovera różni się od oficjalnych ustaleń:
...tak więc następnego dnia, kiedy to Maria Antonina została stracona, Jourdan postanowił działać zgodnie z własnym poglądem. Skoncentrował zatem przeważające siły na prawym skrzydle i – pomimo trudności – zdołał przechylić szalę zwycięstwa w bitwie pod Wattignies – na stronę Francuzów, przybywając z odsieczą miastu Maubeuge. Carnot powrócił do Paryża, przedstawiając tam własną wersję wydarzeń, nieprzychylną wobec generała Jourdana.
W nocy, mniej więcej wyrównany stosunek sił uległ zmianie i impet natarcia został skierowany przeciwko Wattignies. Tymczasem Koburg umocnił swoje skrzydła. Dotarły do niego nieprawdziwe informacje, jakoby Jourdan wzmocniony posiłkami dysponował 100 tysiącami ludzi. Wezwał świeże bataliony i wystawił na linię zaledwie 23 tysiące żołnierzy. W rzeczywistości Jourdan nie uzyskał posiłków, a następstwa porażki z pierwszego dnia bitwy pozbawiły Francuzów przewagi liczebnej. Także entuzjazm republikanów opadł wobec zdyscyplinowania i pewności Austriaków. 16 października, po długiej walce, armia francuska zdołała przejąć płaskowyż i zmusiła Koburga do rezygnacji z oblężenia Maubeuge oraz – do wycofania austriackiego wojska na wschód.
Francuskie straty wyniosły: 5 tys. zabitych, rannych i zaginionych, a ponadto 27 dział artyleryjskich przejętych przez Austriaków. Bilans strat poniesionych przez Austriaków to: 2,5 tys. zabitych i rannych, a do tego 500 ludzi wziętych do niewoli przez Francuzów.